# Eressa furva
Eressa furva là một loài bướm đêm thuộc phân họ Arctiinae, họ Erebidae.